# Carpophage charlotte
Ducula carola
Espèce
Statut de conservation UICN

 VU A2cd+3cd+4cd : Vulnérable
Le Carpophage charlotte ou Carpophage à cou gris (Ducula carola) est une espèce d'oiseaux appartenant à la famille  des  Columbidae.

## Description
Cet oiseau mesure environ 33 cm de longueur.
Le mâle présente une tête, un cou et une poitrine gris argenté à gris pâle. Une bande blanche traverse cette dernière et une autre noire marque sa limite avec le ventre marron foncé. Le dos et les couvertures alaires sont gris argenté ou gris mauve tacheté de noir. Les rémiges primaires et secondaires ainsi que la queue sont noir verdâtre. Les flancs et le dessous des ailes sont grisâtres. Les iris sont blancs, le bec rose à extrémité blanche et les pattes pourpres.
Le jeune a le ventre et la poitrine noisette.

## Répartition
Cette espèce vit aux Philippines.

## Habitat
Cet oiseau peuple les forêts du niveau de la mer jusqu'à 2 000 m d'altitude.

## Alimentation
Cet oiseau consomme des fruits et des baies. Lorsque ceux-ci sont abondants, il peut constituer des groupes importants.

## Nidification
La femelle ne pond qu'un seul œuf.